# Liste der denkmalgeschützten Objekte in Gramatneusiedl
Die Liste der denkmalgeschützten Objekte in Gramatneusiedl enthält die denkmalgeschützten, unbeweglichen Objekte der Gemeinde Gramatneusiedl.

## Denkmäler
| Foto |                 | Denkmal                                                               | Standort                                                               | Beschreibung | Metadaten |
| ---- | --------------- | --------------------------------------------------------------------- | ---------------------------------------------------------------------- | --- | --- |
| ja   | Datei hochladen | Anlage Arbeitersiedlung Marienthal HERIS-ID: 110876 Objekt-ID: 128635 | Hauptstraße 43, 45, 47, 49, 52, 56, 58, 60 Standort KG: Gramatneusiedl | 1869–1882 für die Arbeiter der Textilfabrik Marienthal errichtete Siedlung. Geschützt sind das ehemalige Fabriksspital auf Nr. 43 und die 7 baugleichen Arbeiterwohnhäuser beidseits der Hauptstraße, nicht aber das Museum. | BDA-Hist.: Q1897979 Status: Bescheid Stand der BDA-Liste: 2025-06-30 Name: Anlage Arbeitersiedlung Marienthal GstNr.: 792, 793, 788, 783, 718, 781/1, 714, 716, 717/1 Marienthal (Gramatneusiedl) |
| ja   | Datei hochladen | Todesco-Denkmal HERIS-ID: 8294 Objekt-ID: 4244                        | bei Marie-Jahoda-Platz 1 Standort KG: Gramatneusiedl                   | Um 1866 errichtetes Denkmal zu Ehren des Fabrikgründers der Textilfabrik Marienthal Hermann Todesco (1791–1844). 1989–1991 generalsaniert durch den Schwechater Bildhauer Karl Martin Sukopp. Anmerkung: Der Platz vor dem Gemeindezentrum und die Hausnummer Lindenallee 1a wurde am 1. Oktober 2010 in Marie-Jahoda-Platz umbenannt. | BDA-Hist.: Q38002812 Status: Bescheid Stand der BDA-Liste: 2025-06-30 Name: Todesco-Denkmal GstNr.: 796/1 Todesco monument Gramatneusiedl                                                         |
| ja   | Datei hochladen | Kath. Pfarrkirche hll. Peter und Paul HERIS-ID: 8293 Objekt-ID: 4243  | Hauptplatz 2 Standort KG: Gramatneusiedl                               | 1621 erbaut und fortlaufend erweitert, wurde die Kirche von 1999 bis 2001 generalsaniert. | BDA-Hist.: Q38002803 Status: Bescheid Stand der BDA-Liste: 2025-06-30 Name: Kath. Pfarrkirche hll. Peter und Paul GstNr.: 234 Pfarrkirche hl Peter und Paul, Gramatneusiedl                       |